# Stazione di Chiusaforte
La stazione di Chiusaforte era una stazione ferroviaria a servizio del comune di Chiusaforte, in provincia di Udine, posta sul vecchio tracciato della ferrovia Pontebbana, dismesso nel 1995.

## Storia

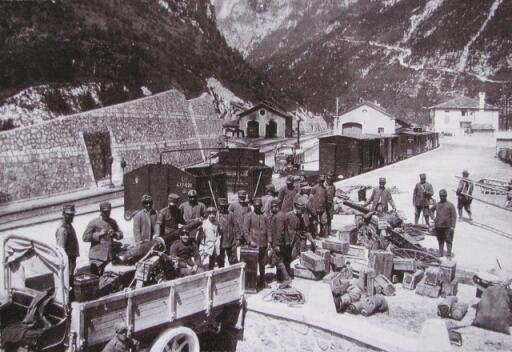
Scarico delle merci sul piano caricatore di stazione. Si può notare la rimessa locomotive con i binari di raccordo

Chiusaforte fu raggiunta dal tronco di ferrovia Resiutta-Chiusaforte il 12 settembre 1878 e rimase stazione terminale fino al 25 luglio 1879 con l'inaugurazione del tronco Chiusaforte-Pontebba.
Nel maggio 1915, durante la prima guerra mondiale, la stazione fu interessata da dei lavori di potenziamento.
Nel 2005, a seguito della dismissione della stazione e del tratto dove era posta, avvenuta nel 1995, si è ricavato dall'ex sedime ferroviario un tratto della ciclovia Alpe Adria.
Il quadro sinottico della stazione, che serviva a governare il movimento ferroviario, è conservato ed esposto al museo ferroviario di Trieste Campo Marzio.

## Strutture e impianti
La stazione si componeva di un fabbricato viaggiatori, un edificio posto alla sua sinistra usato come abitazione e 7 binari di cui i primi tre adibiti al servizio passeggeri in quanto erano serviti da banchine. Vi era anche uno scalo merci, composto da un piano caricatore, da due binari tronchi di cui il primo a servizio del piano caricatore ed il secondo finiva dietro ad esso, e da una piccola rimessa locomotive che fungeva anche da magazzino, posta sulla banchina di carico e scarico, che utilizzava come binario di raccordo lo stesso del piano caricatore. Vi era anche una rimessa locomotive vera e propria, in seguito demolita, con due binari di raccordo (il 4 e il 5) ed un piccolo tronchino. Il 7 binario era un tronchino che continuava andando dietro alla rimessa e terminava con un paraurti.
Vi sono anche due colonne idrauliche poste sulla seconda banchina ancora funzionanti.